# Marian Pleașcă
Marian Pleașcă (sinh ngày 6 tháng 2 năm 1990) là một cầu thủ bóng đá người România thi đấu ở vị trí hậu vệ phải cho Voluntari theo dạng cho mượn từ Steaua București.

## Danh hiệu

### Câu lạc bộ
Pandurii Târgu Jiu
- Liga I: Á quân 2013

## Thống kê sự nghiệp

### Câu lạc bộ
| Câu lạc bộ            | Mùa giải            | Giải vô địch | Giải vô địch | Cúp     | Cúp       | Cúp Liên đoàn | Cúp Liên đoàn | Châu Âu | Châu Âu   | Khác    | Khác      | Tổng cộng | Tổng cộng |
| Câu lạc bộ            | Mùa giải            | Số trận      | Bàn thắng    | Số trận | Bàn thắng | Số trận       | Bàn thắng     | Số trận | Bàn thắng | Số trận | Bàn thắng | Số trận   | Bàn thắng |
| --------------------- | ------------------- | ------------ | ------------ | ------- | --------- | ------------- | ------------- | ------- | --------- | ------- | --------- | --------- | --------- |
| Minerul Lupeni        | 2010–11             | 4            | 0            | 0       | 0         | —             | —             | —       | —         | —       | —         | 4         | 0         |
| Pandurii II Târgu Jiu | 2012–13             | —            | —            | 1       | 0         | —             | —             | —       | —         | —       | —         | 1         | 0         |
| Pandurii Târgu Jiu    | 2009–10             | 2            | 0            | —       | —         | —             | —             | —       | —         | —       | —         | 2         | 0         |
| Pandurii Târgu Jiu    | 2010–11             | 11           | 0            | 0       | 0         | —             | —             | —       | —         | —       | —         | 11        | 0         |
| Pandurii Târgu Jiu    | 2011–12             | 7            | 0            | 2       | 0         | —             | —             | —       | —         | —       | —         | 9         | 0         |
| Pandurii Târgu Jiu    | 2012–13             | 13           | 0            | 3       | 0         | —             | —             | —       | —         | —       | —         | 16        | 0         |
| Pandurii Târgu Jiu    | 2013–14             | 12           | 0            | 3       | 0         | —             | —             | 2       | 0         | —       | —         | 17        | 0         |
| Pandurii Târgu Jiu    | 2014–15             | 16           | 0            | 0       | 0         | 3             | 1             | —       | —         | —       | —         | 19        | 1         |
| Pandurii Târgu Jiu    | 2015–16             | 2            | 0            | 0       | 0         | 0             | 0             | —       | —         | —       | —         | 2         | 0         |
| Pandurii Târgu Jiu    | 2016–17             | 13           | 1            | 1       | 0         | 1             | 0             | 2       | 1         | —       | —         | 17        | 2         |
| Tổng cộng             | Tổng cộng           | 76           | 1            | 9       | 0         | 4             | 1             | 4       | 1         | —       | —         | 93        | 3         |
| Steaua II București   | 2016–17             | 1            | 0            | —       | —         | —             | —             | —       | —         | —       | —         | 1         | 0         |
| Steaua II București   | 2017–18             | 12           | 0            | —       | —         | —             | —             | —       | —         | —       | —         | 12        | 0         |
| Tổng cộng             | Tổng cộng           | 13           | 0            | —       | —         | —             | —             | —       | —         | —       | —         | 13        | 0         |
| Steaua București      | 2016–17             | 7            | 1            | —       | —         | 0             | 0             | —       | —         | —       | —         | 7         | 1         |
| Steaua București      | 2017–18             | 4            | 0            | 2       | 0         | —             | —             | 0       | 0         | —       | —         | 6         | 0         |
| Tổng cộng             | Tổng cộng           | 11           | 1            | 2       | 0         | 0             | 0             | 0       | 0         | —       | —         | 13        | 1         |
| Voluntari             | 2017–18             | 10           | 0            | —       | —         | —             | —             | —       | —         | —       | —         | 10        | 0         |
| Tổng cộng             | Tổng cộng           | 10           | 0            | —       | —         | —             | —             | —       | —         | —       | —         | 10        | 0         |
| Tổng cộng sự nghiệp   | Tổng cộng sự nghiệp | 114          | 2            | 12      | 0         | 4             | 1             | 4       | 1         | —       | —         | 134       | 4         |

Thống kê chính xác đến trận đấu diễn ra ngày 17 tháng 5 năm 2018